# Andrea Andreani
Andrea Andreani (Mântua, 1541 – Mântua, 1623) foi um gravador em madeira italiano, considerado um dos primeiros gravadores da Itália a utilizar o chiaroscuro, o que exigia várias cores.

## Biografia
Nascido e frequentemente atuante em Mântua aproximadamente em 1540 (Brulliot diz 1560) e morreu em Roma em 1623. Suas gravuras são escassas e valiosas, e são principalmente cópias de obras de Mantegna, Albrecht Dürer, Parmigianino e Ticiano.
Os mais notáveis de seus trabalhos são Mercúrio e Ignorância, O Dilúvio, O Exército do Faraó é submerso no Mar Vermelho (obra original de Ticiano), O Triunfo de César (obra original de Mantegna), e Jesus Cristo se retirando após o julgamento de Pilatos a partir de um relevo de Giambologna. Trabalhou em Florença de 1584 a 1610.